# 1-й Котляковский переулок
Пе́рвый Котляко́вский переу́лок — улица в районах Москворечье-Сабурово и Царицыно Южного административного округа города Москвы.
Проходит от Котляковского проезда до Кантемировской улицы, параллельно 2-му Котляковскому переулку, пересекает Котляковскую улицу. Нумерация домов ведётся от Котляковского проезда.

## Происхождение названия
Название дано по деревне Котляково, стоявшей при реке Чертановке и в 1960 году вошедшей в черту Москвы. В основе названия лежит либо личное имя Котляк, либо фамилия Котляков. Происхождение же самого довольно распространённого имени неясно, хотя предполагается наличие тюркских корней.

## Автобус
| 897: | Каширская • Варшавская |

«→» — остановки проходятся только при движении в прямом направлении; «←» — остановки проходятся только при движении в обратном направлении.